# Проти
Проти (грч. Πρώτη) је насељено место у општини Амфипољ у периферији Средишња Македонија, Грчка. Према попису из 2021. године било је 907 становника.
Према бугарском географу и историчару, Василу Канчову, у Протију је 1900. године живело 1.000 Грка, 250 Турака и 100 Словена хришћана. Македонски историчар Тодор Симовски бележи да је грчко становништво пореклом од православних Турака који су под утицајем грчке православне цркве хеленизовани. Село је на попису и 1913. године имало 2.363 житеља. Године 1923. турско становништво је принудно исељено у Турску а на њихово место је насељено 40 грчких избегличких породица, укупно 151 особа. На попису из 1928. године Проти је имао 2.871 становника. Село се раније звало Ћупкој.

## Познате личности
- Константинос Караманлис, грчки премијер и председник